# 남극이빨고기
남극이빨고기(Dissostichus mawsoni)는 농어목 남극암치과에 속하는 어류이다. 몸 길이는 1.6m에 몸 무게는 120kg이 나가는 거대 어류이다.

## 특징과 먹이
남극이빨고기는 비막치어와 함께 남극암치과인 물고기이다. 이름에 걸맞게 이빨이 제법 날카로우며 비막치어와 다른 점은 비막치어는 몸의 빛깔이 어둡지만 남극이빨고기는 갈색의 빛깔과 줄무늬의 옆줄이 발달이 되어 있고 등지느러미와 배지느러미와 꼬리지느러미의 모양새가 다른 차이점이 있다. 수명은 긴 편이며 비막치어와 함께 식용으로 이용이 가능하다. 먹이로는 작은 물고기, 갑각류, 오징어류를 주로 섭식한다. 반대로 바다표범이나 황제펭귄 등의 펭귄들과 범고래에게는 먹이감이 되기도 한다.

## 서식지
서식지는 남극 대륙으로 이어진 태평양, 대서양, 인도양에 주로 서식하며 수심 1,000m 이상의 점심해수층에 주로 서식하는 심해어이다. 하지만 가끔씩 표해수층이나 중심해층으로 올라오며 9월달과 밤에 주로 상층부로 올라온다.